# Randy Meisner
Randall Herman Meisner (født 8. marts 1946, død 26. juli 2023) var en amerikansk musiker, sanger, sangskriver og en af grundlæggerne af The Eagles. Gennem sin karriere som professionel musiker var Meisner primært aktiv som bassist og korsanger i Eagles. Han skrev Eagles’ hit-sang "Take It to the Limit" med hjælp fra Don Henley og Glenn Frey og var forsanger på sangen. Han forlod Eagles i september 1977.